# 牛筋条
牛筋条是蔷薇科牛筋条属的植物，是中国的特有植物。分布在中国大陆的四川、云南等地，生长于海拔1,500米至2,300米的地区，一般生于生山坡开旷地杂木林中以及常绿栎林边缘。

## 别名
红眼睛（四川土名），白牛筋（云南土名）

## 变种
牛筋条光叶变种（Dichotomanthes tristaniicarpa var. glabrata），分布于云南，与原变种比叶片形状及绒毛略有差异。